# Chiara Corbella Petrillo
Chiara Corbella Petrillo (ur. 9 stycznia 1984 w Rzymie, zm. 13 czerwca 2012) – włoska matka, kandydatka na błogosławioną, Służebnica Boża kościoła katolickiego.

## Życiorys

### Dzieciństwo
Chiara urodziła się 9 stycznia 1984 r. jako druga córka Roberta i Marii Anselmy. Od wieku 5 lat uczestniczyła wraz z matką i starszą o dwa lata siostrą Elisą w spotkaniach Wspólnoty Serce Jezusa, ruchu Odnowy w Duchu Świętym. Od dzieciństwa dziewczynki modliły się przynajmniej piętnaście minut dziennie. 

### Okres narzeczeństwa
Latem 2002 r., mając 18 lat (podczas wakacyjnego pobytu w Medjugorie) poznała swojego przyszłego męża - wówczas dwudziestotrzyletniego Enrico Petrillo. Sześcioletni okres ich narzeczeństwa był burzliwy: do pierwszego rozstania doszło w 2006, do kolejnego w 2007 roku. Pod koniec lipca 2007 roku podjęli ostatnią próbę ratowania związku, wyruszając na wspólną pielgrzymkę do Porcjunkuli, tzw. "Marsz Franciszkański". Szóstego dnia pielgrzymki Chiara przyjęła oświadczyny Enrico. Enrico podkreślał później wielokrotnie, że "u podstaw dobrego małżeństwa leży trudne narzeczeństwo". Chiara i Enrico pobrali się w Asyżu 21 września 2008 roku.  

### Narodziny dzieci
Miesiąc po ślubie Chiara zaszła w ciążę. Podczas badania USG u dziecka wykryto bezmózgowie. Rodzice odrzucili propozycję aborcji. Córka (Maria Grazia Letizia) urodziła się 10 czerwca 2009 i żyła niecałą godzinę (została w tym czasie ochrzczona przez przyjaciela rodziny, franciszkanina o. Vito). Po pielgrzymce do Medjugorie, Chiara zaszła w kolejną ciążę. Czwarte USG ujawniło poważną wadę rozwojową wielu narządów wewnętrznych dziecka. Syn (Davide Giovanni) przyszedł na świat 24 czerwca 2010 roku. Żył jedynie kilkadziesiąt minut (również został ochrzczony). W październiku 2010 r., Chiara dowiedziała się o trzeciej ciąży. W piątym miesiącu, zachorowała na wyjątkowo agresywnego raka języka, rzadko spotykanego u młodych kobiet. W marcu 2011 r., dwa miesiące przed porodem, przeszła pierwszą operację usunięcia zmiany na języku, ale z uwagi na dobro dziecka nie zdecydowała się ani na pełną terapię onkologiczną, ani na przyspieszony poród. 30 maja 2011 urodziła syna Francesca, który był zdrowy. 

### Choroba i śmierć
Kilka dni po porodzie Chiara przeszła zabieg usunięcia węzłów chłonnych i kolejne nacięcie języka. W czerwcu badania histopatologiczne wykazały obecność przerzutów w dwóch z szesnastu przebadanych węzłach chłonnych. W sierpniu rozpoczęto chemioterapię i naświetlania, które jednak nie okazały się już skuteczne. Terapia zakończyła się we wrześniu. W marcu 2012 r., po kolejnej wizycie u onkologa i tomografii całego organizmu, przerzuty znaleziono w prawym oku, wątrobie i piersiach, a postępy choroby okazały się wyjątkowo szybkie. 14 kwietnia przyszły wyniki ostatniej, definitywnej biopsji wątroby, która nie pozostawiała nadziei na wyzdrowienie Chiary. Chiara odmówiła dalszego leczenia i opuściła szpital na własne żądanie, pozostając jedynie przy leczeniu paliatywnym. Chiara zmarła 13 czerwca 2012 r. w opinii świętości.  Jej pogrzeb odbył się 16 czerwca 2012 roku w Rzymie w kościele Santa Francesca Romana all'Ardeatino.
21 września 2018, w rocznicę ślubu Chiary i Enrico, rozpoczął się jej proces beatyfikacyjny w rzymskiej bazylice św. Jana na Lateranie (edykt w tej sprawie ogłoszono 2 lipca 2018). Postulatorem jest ojciec Romano Gambalunga (karmelita bosy). Chiara została ogłoszona służebnicą bożą.